# (Back to The) Heartbreak Kid
(Back to The) Heartbreak Kid is een single van de Amerikaanse countrygroep Restless Heart. De single werd uitgebracht in 1985 door RCA Records. De single dient als derde release vanaf het album Restless Heart. Het nummer behaalde de zevende positie in de Billboard Hot Country Singles & Tracks.
Eerder werd het nummer uitgebracht op het debuutalbum van Kathy Mattea.

## Hitlijsten
| Hitlijst (1985-1986)                      | Hoogste positie |
| ----------------------------------------- | --------------- |
| VS Billboard Hot Country Singles & Tracks | 7               |
| Canadese RPM Country Tracks               | 2               |